# مكتب الأمم المتحدة للشراكات
مكتب الأمم المتحدة للشراكات هو مكتب جرى إنشاءه في عام 2006 كبوابة لبناء الشراكة بين القطاع الخاص والمؤسسات والجهات الفاعلة الأخرى من غير الدول ومنظومة الأمم المتحدة في تعزيز أهداف التنمية المستدامة. يرجع أصل المكتب لصندوق الأمم المتحدة للشراكات الدولية (UNFIP) المؤسس في عام 1998 ليكون بمثابة حلقة وصل بين مؤسسة الأمم المتحدة ومنظومة الأمم المتحدة. ويبلغ العدد الإجمالي لمشاريع وبرامج الأمم المتحدة التي دعمتها المؤسسة حتى نهاية عام 2015 من خلال صندوق الأمم المتحدة للشراكات الدولية 592 مشروعًا. ويتم تنفيذ هذه المشاريع بشكل جماعي من قبل 43 كيانًا من كيانات الأمم المتحدة في 124 دولة.